# Шрётер, Тобиас
Тобиас Шрётер (нем. Tobias Schröter; род. 12 мая 1964 года, Дрезден, ГДР) — фигурист из ГДР, выступавший в парном разряде. В паре с Катрин Каниц он — бронзовый призёр чемпионата Европы 1987 и двукратный чемпион ГДР.
После завершения карьеры работает врачом-радиологом в радиологической клинике Рюдерсдорфа.

## Результаты выступлений

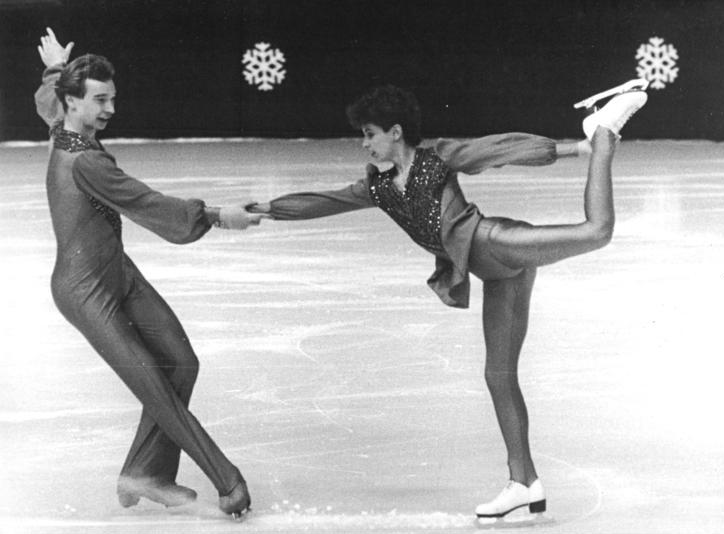
Т. Шрётер и К. Каниц на чемпионате Европы 1986 года

(с К. Каниц)
| Соревнования               | 1985—1986 | 1986—1987 |
| -------------------------- | --------- | --------- |
| Чемпионаты мира            | 9         |           |
| Чемпионаты Европы          | 4         | 3         |
| Чемпионаты ГДР             | 1         | 1         |
| Skate Canada International |           | 6         |

(с Б. Пройслер)
| Соревнования            | 1983—1984 |
| ----------------------- | --------- |
| Зимние Олимпийские игры | 11        |
| Чемпионаты мира         | 11        |
| Чемпионаты Европы       | 9         |
| Чемпионаты ГДР          | 3         |